# 通过环境设计预防犯罪
通过环境设计预防犯罪（英語：crime prevention through environmental design，CPTED）是控制建筑环境以创建更安全社区的议程。 
该概念起源于1960年左右的美国，当时人们认为城市更新策略正在破坏自我管理所需的社会框架。建筑师奥斯卡·纽曼（Oscar Newman）提出了“防御空间”的概念，犯罪学家C·雷·杰弗里（C. Ray Jeffery）进一步创造了“通过环境设计预防犯罪”（CPTED）这一术语。对环境犯罪学的日益关注，促使人们对自然监视、出入控制和领域性等特定主题进行了详细研究。“破窗效应”揭示了被忽视的区域如何诱发犯罪，并强调了维护财产以维护可见的空间所有权的必要性。适当的环境设计还可以增加罪犯感知的被发现和逮捕的可能性，这被认为是对犯罪最大的威慑力。监狱的室内设计作为一种能极大影响犯罪决策的环境，也成为了一个新的关注点。 
该概念给建筑师提供的建议包括种植树木和灌木丛、堵住逃跑路线、正确使用照明，以及鼓励行人和自行车使用街道。检验表明，实施CPTED措施可以极大减少犯罪活动。 

## 历史
通过环境设计预防犯罪（CPTED）最初是由犯罪學家C·雷·杰弗里提出的。建筑师奥斯卡·纽曼在近乎同时也提出了一种更为具体的方法，称为防御空间。二者都建立在伊丽莎白·伍德（Elizabeth Wood）、简·雅各布斯（Jane Jacobs）和施洛莫·安格尔（Schlomo Angel）的先前著作的基础上。杰弗里的书《通过环境设计预防犯罪》（Crime Prevention Through Environmental Design）于1971年就已面世，但他的著作在整个1970年代都被忽视了。纽曼的书《防御空间——通过城市设计预防犯罪》（Defensible Space: – Crime Prevention through Urban Design）于1972年出版。他的原则被广泛采用，但其取得的成功的程度参差不齐。随后，防御空间的方法得到了修订，加入了CPTED所支持的其他建成环境方法。纽曼将其称为CPTED，并视杰弗里为CPTED的创始人。纽曼的用CPTED改进的防御空间方法获得了更大的成功，这促使人们重新审视杰弗里的著作。杰弗里继续扩展了他的方法至其他学科领域，其中最后一次发表于1990年。杰弗里的CPTED模型比纽曼的CPTED模型更为全面，后者仅限于建成环境中。后来的CPTED模型是基于纽曼模型发展出来的，其中最流行的是犯罪学家Tim Crowe的模型。 
截至2004年，CPTED被普遍认为是只指纽曼、Crowe的模型，而杰佛里模型则更常被视为结合生物学和心理学的跨学科科犯罪预防方法，而杰佛里本人接受也接受这一评价（Robinson，1996）。1997年开始的CPTED的修订版被称为第二代CPTED，使其考虑了罪犯的个性，进一步表明杰弗里的作品并未被普遍认为已是CPTED的一部分。2012年，伍德布里奇（Woodbridge）将CPTED引入监狱设计，并揭示了设计缺陷是如何让罪犯继续犯罪的。

### 1960年代
1960年代，伊丽莎白·伍德（Elizabeth Wood）在与芝加哥住房管理局（Chicago Housing Authority）合作时制定了解决安保问题的准则，重点是支持自然可监视性的设计功能。她的指导方针从未得到执行，但激发了后来形成CPTED的一些最初想法。 
简·雅各布斯（Jane Jacobs）的著作《美国大城市的死与生》（1961）指出，城市規劃師及其城市更新策略正在破坏城市的多样性和活力。她挑战了当时的城市规划的基本原则：街坊应该彼此隔离；空的街道比拥挤的街道更安全；汽车相对于行人代表着进步。她是《建筑论坛》杂志（1952-1964）的编辑，未接受过城市规划方面的正式培训，但是她的著作却开创了一种新的观察城市的方式。她认为当时城市的设计和建造方式意味着公众将无法发展出有效的自我监管所需的社会框架。她指出，新的城市设计形式打破了许多传统的犯罪行为控制措施，例如，居民无法观察街道以及昼夜使用街道的人。她提出，环境中缺乏“自然监视”会助长犯罪。雅各布斯提出了一种理念：若人们不能与邻居进行有意义的互动时，犯罪就会猖獗。雅各布斯在《美国大城市的死与生》中列出了确保城市街道安全所需的三个特性：明确划分私人和公共空间；土地用途的多样性；人行道的高效使用。 
Schlomo Angel是CPTED的早期开拓者，并在著名的规划师克里斯托佛·亚历山大（Christopher Alexander）的指导下学习。Angel的博士论文《通过城市规划遏制犯罪》（Discouraging Crime Through City Planning，1968）是对加利福尼亚州奥克兰市街头犯罪的研究。他在文中指出：“物理环境可以通过划定领域、通过创建或消除边界以减弱或增强可达性，以及通过促进市民和警察的监视，对犯罪环境产生直接影响。”他提出，犯罪与街头活动水平成负相关，缺乏商业的环境特别容易受到犯罪的影响，因为它减少了活动，使个人更容易犯罪。Angel在1970年建立并发表了CPTED概念，此工作得到了美国司法部支持及广泛的宣传（Luedtke，1970）。 

### 1970年代
佛罗里达州立大学犯罪学家C·雷·杰弗里（C. Ray Jeffery）首先使用了通过环境设计预防犯罪（CPTED）这一说法。在他的1971年同名书籍出版后，该短语开始获得接受。 
杰弗里的工作基于现代学习理论中所代表的实验心理学的准则。（Jeffery and Zahm，1993:329）杰弗里的CPTED概念源于他在华盛顿特区进行的一项旨在控制该地区少年学校环境的改造项目的经验。杰弗里的CPTED方法根植于伯尔赫斯·弗雷德里克·斯金纳的心理学习理论中，CPTED理论强调物理环境在罪犯产生愉悦和痛苦经历中的作用，这些经历会改变行为结果。他最初的CPTED模型是一种刺激反应（S-R）模型，认为生物体是从环境中的惩罚和强化中学习的。杰弗里“强调物质奖赏……并利用物理环境来控制行为”（Jeffery and Zahm，1993:330）。其主要思想是，移除对犯罪的强化，犯罪就不会发生。（Robinson，1996）
杰弗里在其1971年著作中的预防犯罪的关键四因素经受了时间检验，但其贡献却常被忽略。这些因素是：犯罪机率的可控程度、犯罪发生的动机、犯罪发生时对犯罪者的风险，以及可能考虑犯罪的侵入者的历史。其中前三个都在潜在受害者的控制范围内，而最后一个则不在。 
由于很少引起关注的原因，杰弗里的著作在整个1970年代都被忽略了。杰弗里自己的解释是，当世界需要规范性的设计解决方案时，他提出的是一个全面的理论，并用它来确定应推动设计和管理标准的各种预防犯罪的功能。 
与杰弗里所做的大部分理论工作同时期进行的有奥斯卡·纽曼（Oscar Newman）和乔治·兰德（George Rand）对1970年代初期犯罪与环境之间关系的实证研究。作为建筑师，纽曼强调特定的设计特性，而杰弗里的工作则缺少这种关注。纽曼的《防御空间：通过城市设计预防犯罪》（Defensible Space – Crime Prevention through Urban Design，1972）包含了基于纽约市公共住房犯罪数据分析的对住房物质空间形式与犯罪之间关联的广泛讨论。“防御空间”改变了预防犯罪和环境设计领域的性质，在其出版后的两年内，联邦政府提供了大量资金来论证和研究防御空间概念。 
根据纽曼创立的理论，防御空间必须包含两个组成部分。首先，防御空间应能被人们看到，而且是一直能看到。这样一来，居民知道自己能够容易地观察、识别并最终逮捕潜在的犯罪者，恐惧感就能够减轻。其次，人们必须愿意在犯罪发生时进行干预或举报。在人们生活和工作的环境中增强安全感，能鼓励人们控制一片区域并承担其所有权带来的责任。当人们在感觉邻近地区安全时，他们更有可能彼此互动并在犯罪发生时进行干预。截至2004年，它们仍然是CPTED大部分实施应用的核心。 
1977年，杰弗里在第二版《通过环境设计预防犯罪》中扩展了他的理论方法，以应用一种更为复杂的行為模型，该模型中，可变的物理环境、作为个人的罪犯的行为、每位普通民众的行为相互之间具有影响。这为杰弗里设计行为模型奠定了基础，该模型旨在预测对罪犯的内部、外部环境进行修改时产生的影响。 

### 1980年代
到1980年代，1970年代的防御空间处方被认为效果参差不齐。它在住宅环境中效果最好，尤其是在居民能相对自由地对线索进行响应以增加社会交互的环境中。人们发现，防御空间设计工具在机构和商业环境中只是勉强有效。结果，纽曼和其他人开始着手改进防御空间，增加了基于CPTED的功能。他们还强调防御空间的无效方面。1980年代CPTED领域的进展主要包括： 
- 詹姆斯·Q·威尔逊和乔治·L·凯林（英语：George L. Kelling）于1982年提出的“破窗效应”理论探讨了邻里可见的退化和忽视对行为的影响。财产维护被添加为CPTED策略，与监视、出入控制和地域性相提并论。破窗理论可能与CPTED并驾齐驱。犯罪行为会被吸引到未得到看管的、遗弃的区域。CPTED为社区增添了自豪感。一些社区将不再有“破窗”，犯罪将继续减少，最终完全消失。
- 加拿大院士Patricia和Paul Brantingham于1981年发表了《环境犯罪学》。作者表示，当所有必备要素都满足时，犯罪就会发生。这些要素包括：法律、违法者、目标和地点。他们将这些特征描述为“犯罪四维度”，环境犯罪学研究的是这四个维度中的最后一个。
- 英国犯罪学家罗纳德·V·克拉克和帕特里夏·梅休（英语：Patricia Mayhew）提出了他们的“情境预防”方法：通过改善环境设计和管理来减少犯罪的机会。
- 犯罪学家蒂莫西·克劳（Timothy Crowe）提出了他的CPTED培训计划。

### 1990年代
《犯罪学：一种跨学科方法》（Criminology: An Interdisciplinary Approach，1990）是杰弗里对CPTED最后的贡献。杰弗里CPTED模型演变为以下一种假设：
环境永远不会直接影响行为，而只会通过大脑影响行为。任何预防犯罪的模式都必须包括大脑和物理环境……由于杰弗里的CPTED模型中所包含的方法如今基于许多领域，包括现代大脑科学的科学知识，因此仅关注外部环境犯罪预防是不够的，因为它忽略了CPTED的另一个维度，即内部环境。（Robinson，1996）
犯罪学家蒂姆·克洛（Tim Crowe）的《通过环境设计预防犯罪》（Crime Prevention Through Environmental Design，1991）为CPTED在1990年代的发展奠定了坚实的基础。
从1994年到2002年，由塞维林·索伦森（Severin Sorensen）领导的斯巴达咨询公司（Sparta Consulting Corporation）管理了美国政府最大的CPTED技术援助和培训计划，名为“通过环境设计预防犯罪的公共住房技术援助和培训计划（Crime Prevention Through Environmental Design (CPTED) in Public Housing Technical Assistance and Training Program）”，该计划由美國住房及城市發展部资助。在此期间，索伦森与罗纳德·克拉克（Ronald V. Clarke）和斯巴达（Sparta）团队合作，开发了一种新的CPTED课程，该课程将情境犯罪预防作为CPTED措施的理论基础。课程制定后向利益相关者提供了公共和支援性住房方面的培训，各个地点随后也进行了CPTED的后续评估。斯巴达领导的CPTED项目显示，在美国特定的高犯罪率、低收入环境中采取不同的CPTED措施后，其自行上报的FBI UCR第一部分犯罪减少了17％至76％。
1996年，奥斯卡·纽曼（Oscar Newman）发布了他的早期CPTED作品的更新，标题为《创建可防御空间》（Creating Defensible Space）。
1997年，第二代CPTED的Greg Saville和Gerry Cleveland的一篇文章劝诫CPTED从业者考虑CPTED的原始社会生态起源，包括建成环境之外的社会和心理问题。

### 2000年代
到2004年，由于执法工作的努力，CPTED方法的要素已获得了国际上的广泛接受。CPTED术语中的“环境（environment）”通常用于指场所的外部环境。杰弗里认为的CPTED也包含罪犯心理环境的意涵似已消失，即使是以第二代CPTED为旗帜、促进CPTED概念扩展以囊括社会生态学和心理学的人也如此。
2012年，伍德布里奇（Woodbridge）在监狱环境中引入并发展了CPTED的概念，在这种环境中，定罪后的罪犯仍可能继续犯罪。杰弗里四十年前在康复设施中的研究对犯罪心理的理解，此时被用于减少这类设施中的犯罪。伍德布里奇证明了监狱的设计如何使犯罪禁而不止，并进行了一些改良以减少犯罪。
CPTED技术越来越受益于和设计技术的集成。例如，可以将建築信息模型（BIM）中的待建建筑物模型导入游戏引擎，以评估其对不同形式犯罪的应对能力。

## 建筑环境策略
CPTED策略依赖于犯罪行为发生前对犯罪者的决策进行影响的能力。对犯罪行为的研究表明，犯罪与否的决策更多地受影响于潜在犯罪者感知到的风险，而不是回报或侵入的容易程度。对犯罪分子而言，被捕的确定性而非惩罚的严厉性才是主要威慑因素，因此，提高被捕的确定性将有助于减少犯罪行为。与这项研究一致的是，基于CPTED的策略强调增加犯罪者感知到的被发现和逮捕风险。
与1970年代防御空间准则的广泛实施相一致，到2004年为止的多数CPTED实施案例完全基于这一理论：正确设计和有效利用建筑环境可以减少犯罪、减少对罪案的恐惧，并改善生活质量。CPTED的建筑环境实施方案试图通过控制可能发生犯罪的建筑环境来打消罪犯的犯罪意图。莫法特（Moffat）提出了六个主要概念：领域性、監視、出入控制、形象/维护、活动支持和目标加固。在预防或避免任何邻里社区中的犯罪时，应用所有这些策略是关键。
自然监视和出入控制策略能降低犯罪的概率。领域强化通过各种措施强化社会控制。形象/维护和活动支持为社区提供了安全感和通过活动来抑制犯罪的能力。目标加固策略将所有这些技术综合起来后，作为解决犯罪问题的最后一道防线。

### 自然监视

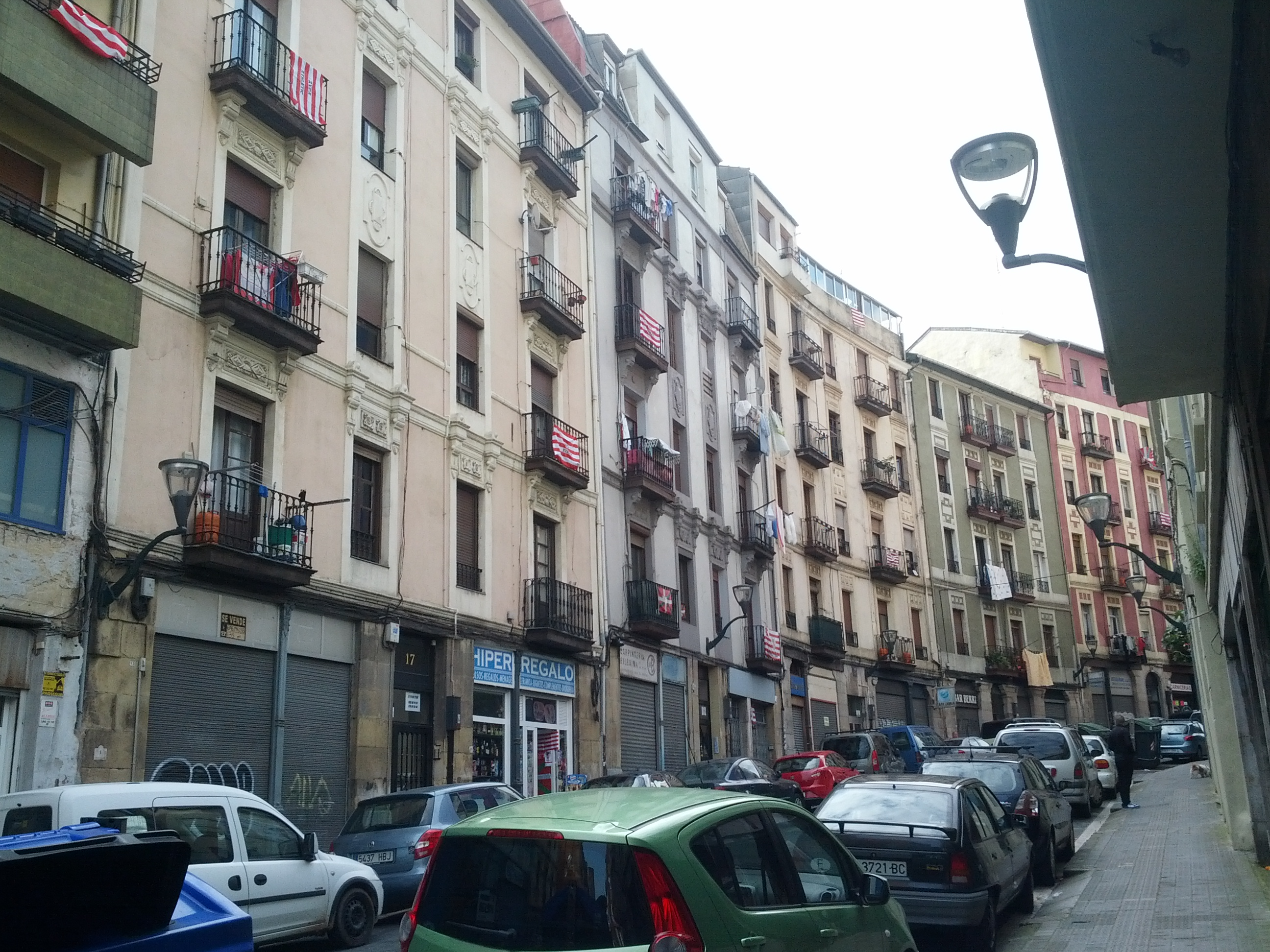
带有阳台的弯曲街道使居民更容易发现可疑活动，同时也使犯罪分子难以规划逃跑路线。

自然監視通过提高潜在罪犯对群众的能见度，增加了它们图谋不轨行为的风险。通过设计物理特征、活动和人物的布置可实现自然监视，以最大程度地使空间及其使用者可见，并促进私人和公共空間合法使用者之间的积极的社会交往。潜在的犯罪分子感到受到了越来越多的监视，因此自然地认为风险增加。这种被感知的风险增加进一步使它们认为缺乏可行和隐蔽的逃跑路线。
- 设计街道以增加行人和自行车通行
- 布置可俯瞰人行道和停车场的窗户
- 保持窗帘打开
- 利用来往的车辆流来监视
- 创建可提供监视的景觀設計，尤其是在指定入口和其他可能的入口附近
- 根据情况使用尽可能矮且不遮挡视线的圍欄
- 在建筑物入口处使用透明门廊
- 进行照明设计时，避免照明不良，以免给潜在的观察者造成盲点并错过关键区域。确保潜在问题区域的照明良好（道路、楼梯、出入口、停车场、自动取款机、电话亭、邮箱、公交车站、儿童游乐区、娱乐区、游泳池、洗衣房、储藏区、垃圾回收站等）
- 避免使用过亮的安全照明（英语：security lighting），此类照明会产生眩目的眩光和/或深阴影，从而妨碍潜在观察者的视线。眼睛能够适应夜间照明，但难以适应极大的照明亮度差异。使用低强度的灯光通常需要更多的灯具。
- 使用带灯罩的照明灯具来控制眩光
- 沿道路和其他行人区放置高度适当的照明，以照亮空间中人们的面部（并辨别潜在袭击者的面部）
- 利用具有多个视角的弯曲街道，增加房屋的入口数，并且使逃跑路线更难通行

自然监视措施可以通过机械和组织措施加以补充。例如，可以在无法实现从窗口监视环境的地方安装閉路電視摄像头。

### 自然出入控制

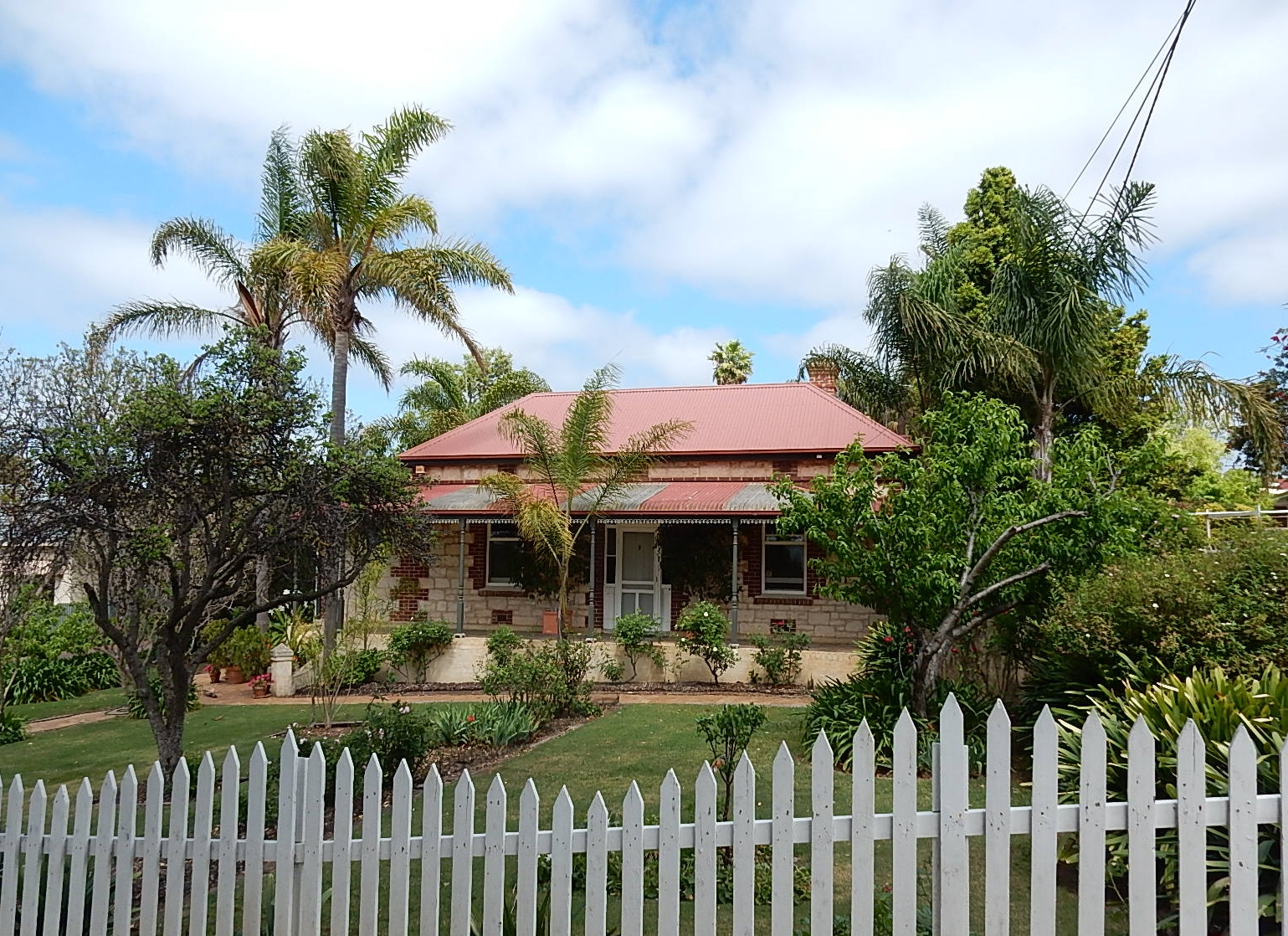
围栏可减少通行，同时让旁观者看到可疑活动。

自然出入控制通过采取措施明确区分公共空间和私人空间，从而限制犯罪机会。通过有选择地放置出入口、围栏、照明和景观以限制出入或控制流量，就能实现自然出入控制。
- 使用清楚、可识别的入口
- 使用建筑结构将人员引导至接待区
- 将迷路園入口和公共洗手间结合布置，避免前厅或双进入口产生的隔离
- 在落地窗户下方使用低而刺的灌木丛。在栅栏旁边使用蔓生的带刺的植物，以防止入侵。
- 消除通往屋顶或更高楼层的设计要素
- 在低层住宅前院，沿用地界线使用齐腰的栅栏控制出入并实现监视。
- 在前院和后院之间使用带锁的门
- 沿着侧院之间的横向用地界线，设置齐肩的开放式栅栏，并延伸至后院之间。它们应充分不受景观美化的影响，以促进邻居之间的社会交往。
- 在后院和公共小巷之间使用坚固的高封闭围栏（例如砖石结构），而不要使用从挡住所有角度视线的墙壁。

自然访问控制用于补充机械和操作访问控制措施，例如目标强化。

### 自然领域强化

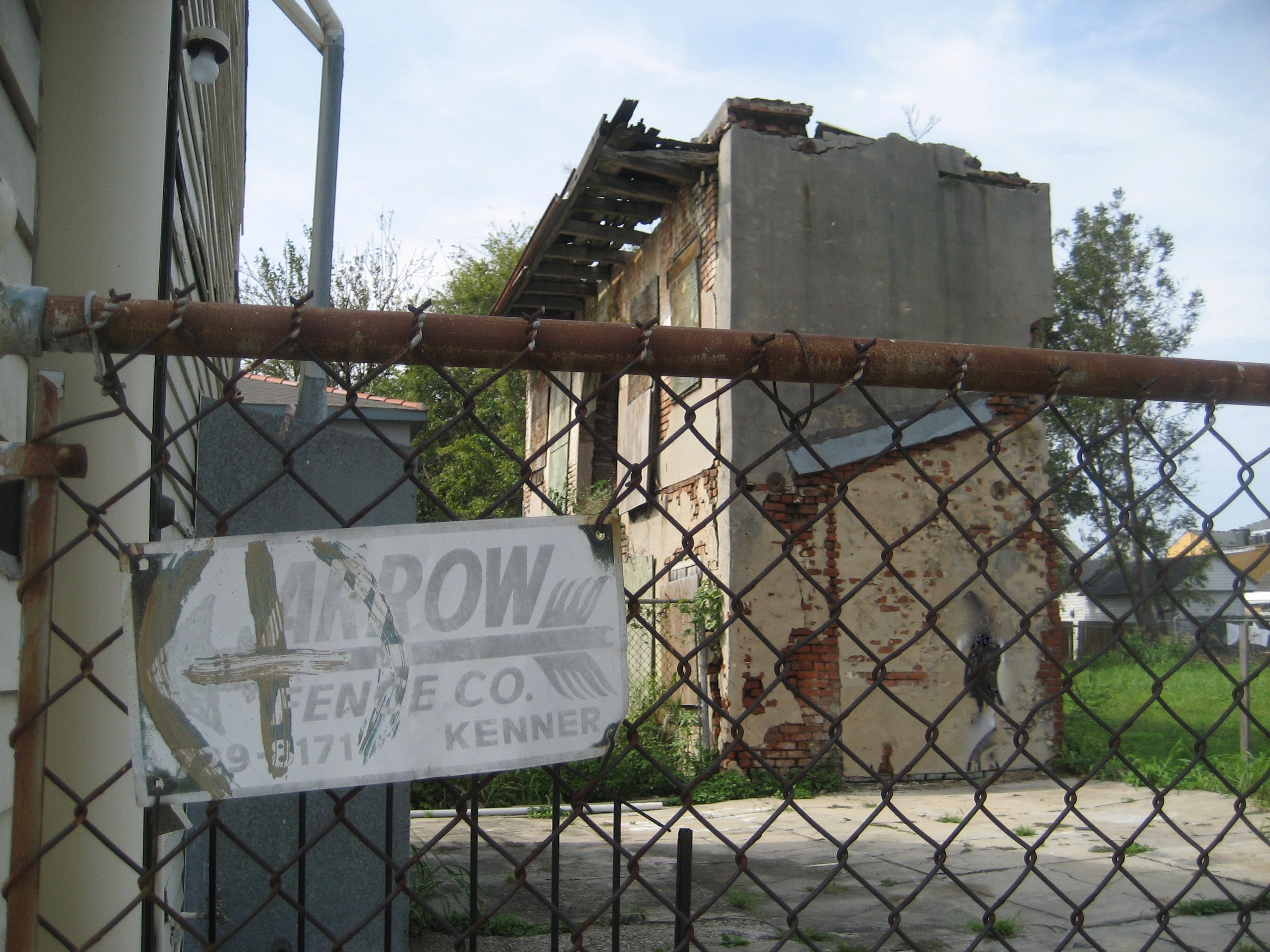
破旧的链节围栏暗示其围护的建筑物并不安全，而经过修剪的灌木则表明此处有人活动，从而增加了犯罪者感知到的风险。

领域强化通过增强空间的界定和改善权属问题来强化社会控制。明确界定私人空间的环境设计有两个作用。首先，它能产生一种主人翁意识。所有者拥有既得利益，更有可能反击侵入者或报警。其次，对空间的拥有感创造了一个环境，其中“陌生人”或“侵入者”变得明显而更易识别。通过使用建筑物、栅栏、人行道、标志、照明和景观来宣示所有权并界定公共、半公共和私人空间，就能实现自然领域强化。另外，也可通过将未分配的场所分配给特定用户来实现相同的目的。
- 维护场所和环境美化，以警告侵入者该空间有人使用。
- 在居民区提供树木。研究表明，与没有树木的类似空间相比，拥有更多树木的住宅室外空间被认为具有更大的吸引力、更安全且更可能有人使用。
- 将私人活动限制在已界定的私人区域内。
- 在出入口上悬挂保安系统标牌。
- 避免使用钢线网眼围栏和蛇腹形铁丝网，因为它们传达的含义是此处缺乏看管、被发现的风险低。
- 在商业或公共服务环境中，在公共区域放置座位或休闲设施等便利设施，有助于吸引更多的需要的使用者。
- 在公共区域安排活动，增加适当的用途，吸引更多的人，并增加人们对这些区域有人管理的意识。
- 在住宅的所有入口处设置动作感应器。

领域强化措施能提升一般使用者的安全感，并使潜在犯罪者意识到遭受逮捕或发现的巨大风险。当人们为拥有的地产感到自豪并采取适当的措施保护自己的财产时，这些地区的侵入就更困难，犯罪就能被震慑。一个地区内犯罪越困难，犯罪的发生也就越少。

### 其他CPTED元素
上文提到了CPTED的维护和活动支持方面，但是由于它们不是建成环境中的物理设计元素，因此常单独处理。

#### 维护
维护是对财产所有权的一种表达。环境恶化表明场地的使用者对场地缺乏控制，且表明其更容易容忍对秩序的违反。破窗效应理论显示了维护在威慑犯罪中的重要性。破碎的窗户理论的支持者认为财产维护中应当奉行“零容忍”，认为破窗的存在会诱使破坏者破坏附近的更多窗户。修复破窗的时间越早，将来发生同类破坏的可能性就越小。各类的故意破坏在广义上也属于“破窗”的范畴。涂鸦被擦除得越快，后来者就越看不到该地区有涂鸦，该地区被再次涂鸦的可能性就越小。社区的正面形象能展示出业主的自豪感和自我价值感，这是任何人都无法剥夺的。

#### 活动支持
活动支持能够增加建筑环境用作安全的活动的用途，目的是增加发现犯罪活动和不良活动的概率。设计使用者的自然监视是偶然的，并没有专门的计划让人们提防犯罪活动。通过放置关于活动的警告和指引标志，地区的居民能够更好地参与周围的活动。他们将更加关注谁可以在那里、谁不应该在那里，以及在日常生活中什么看起来可疑。

## 效果
CPTED策略成功的条件是它给最终用户带来尽可能少的麻烦，且CPTED设计过程有環境設計師、土地管理者、社区活动者和执法人员的共同参与。如果没有社区的帮助，上述策略将无法实现，并且整个社区都有责任建设更安全的人居环境。对美国的多组分CPTED倡议进行的一项元分析发现，倡议使抢劫案件减少了30％至84％（Casteel和Peek-Asa，2000）。
效果方面，该策略更准确的名称是通过环境设计遏制犯罪。研究表明，使用CPTED也许未必能阻止罪犯犯下某些罪行。CPTED依靠对自然环境的改造，这将导致犯罪者做出某些行为决定，其中一些包括停止犯罪。这些更改是为了鼓励某些行为而设计的，因此，它们是打消了念头而不是最终“阻止”了行为。
除了在降低犯罪率方面具有成本效益的吸引力外，CPTED通常还可以降低预防犯罪的总体成本。改造现有环境以满足CPTED的要求可能所费不赀，但是当考虑设施规划的初始设计阶段时，根据CPTED原理进行设计的成本通常会比传统方法低。因为CPTED照明设计可以显著降低能耗，运营成本通常也较低。CPTED的吸引力还在于它减少了执法者的职责。有时，CPTED要求改变整个街道的风格，建筑物必须开更多窗户以满足标准，且建筑物往周围其他区域（如停车场或店面）的视野和出入口也可能需要改变。